# Харпал
Харпа́л (рос. Харпал) — гірська вершина у північно-східній частині Великого Кавказу. Знаходиться на території Росії (південний Дагестан).